# Pa-dö-dő
Pa-dö-dő – węgierska grupa muzyczna wykonująca muzykę pop.

## Historia
Grupa została założona w Budapeszcie w 1988 roku przez Mariannę Falusi i Györgyi Lang, które razem po raz pierwszy zagrały w 1985 roku w musicalu Gábora Pressera pt. „Rémségek kicsiny boltja”. Po występie na festiwalu Interpop w 1988 roku jako nagrodę specjalną Falusi i Lang otrzymały możliwość nagrania płyty, która została wydana rok później. Piosenka z drugiego albumu (Kiabálj!) pt. „Bye Bye Szása” okazała się dużym sukcesem.
W 1995 roku album grupy, Einstand, zajął pierwsze miejsce na Top 40 album- és válogatáslemez-lista.

## Dyskografia
- I. (1989)
- Kiabálj! (1990)
- Pa-dö-dő (1989-91) (kompilacja, 1992)
- Tessék dudálni! (1993)
- Szép az élet és én is szép vagyok (1994)
- Einstand (1995)
- Kérem a következőt! (1996)
- Nekünk nyolc (EP, 1997)
- 10 éves a Pa-dö-dő (1998)
- Koncert 1999 (koncertowy, 1999)
- Vi ár femili (2000)
- Egy kicsit bulizgatunk? (2001)
- Tuinvan (2002)
- Hadd énekeljünk mi is az idén! (2003)
- PDD 15 Jubileum (kompilacja, 2003)
- Igen! Az idén is csináltunk új lemezt (2004)
- Nem volt egyszerű. Csókoltatunk Mária. (2005)
- Habár a hazai lemezeladás tavalyelőtt... (kompilacja, 2006)
- A Padödö első dévédéje (DVD, 2006)
- Csomagot kaptam (2009)
- Hozott anyagból (2011)